# Калемљење воћака
Калемљење је један од начина вегетативног размножавања, под којим се подразумева механичко спајање и физиолошко срастање подлоге и племке, у циљу добијања нове воћке. Спада у групу најраспрострањенијих начина савременог размножавања воћака. Заснива се на могућности срашћивања делова две биљке исте или различите врсте. Таквом симбиозом, насталом срастањем ових делова у једну целину, формира се нова биљка. Прва биљка, која има сопствени корен, назива се подлога а друга, која се на њу калеми, калем-гранчица или племка. Размножавање воћа калемљењем има неупоредиво већи значај него сви остали начини размножавања. Интензивна расадничка производња се заснива на производњи подлога и производњи калем гранчица (племки). Подлоге се могу произвести вегетативно, из резница или генеративно, из семена.
У пракси се обично на одабрану подлогу калеми једна сорта, мада се у хоби засадима, када се врши прекалемљивање, на исту подлогу може прекалемити неколико сорти исте врсте или неколико различитих врста воћа. Калемљење је само у ширем смислу вегетативно размножавање воћака. То је пре свега поступак у производњи садног материјала воћака ради умножавања неке сорте одређених особина.
Људи који се баве калемљењем зову се калемари.

## Историја
Калемљење воћака помиње се још у записима Старих Грка и Римљана, па се може претпоставити да је његова историја толико стара колико је старо и воћарство. Вероватно да је прво калемљење настало спонтано у природи, приљубљивањем грана са два суседна стабла сродних врста. Доцније је ту особину искористио човек и претворио је у један од главних начина размножавања воћака.
На Балкану је калемљење било познато од давнина. Клемент је још крајем 9. века учио македонске Словене калемљењу воћака. У Србији воћарство развијало на малим површинама индивидуалних газдинстава и у воћним расадницима који су били распоређени по срезовима и воћарским рејонима. Кроз пољопривредне школе, курсеве и стручну литературу стварао се и воћарски кадар, воћари-калемари, који су кроз теорију и праксу стицали знања и учили калемарски занат.
После Другог светског рата воћарство је у тадашњој Југославији добило још већи замах. Подигнуте су велике плантаже на друштвеном сектору, а индивидуални произвођачи приступили су подизању интензивних воћних засада. Паралелно с тим развијало се и аматерско воћарство у вртовима и на окућницама, а са развојем воћарства развијала се и калемарска техника. Усавршаване су методе рада и начини калемљења, а тиме и калемарски занат.
У српском народу постоји веровање да калемљење треба обавити на Благовести (7. април), јер је то срећан дан за калемљење воћа.

## Значај калемљења воћа
Значај калемљења у воћарству је вишеструк и огледа се у следећем:
- Брза и масовна производња воћних садница
- Производња садница за засаде са различитим системима узгоја
- Коришћењем разних подлога и сорти воћке се шире на разним подручјима где раније нису успевале поједине врсте и сорте
- Калемљење омогућава да се верно преносе и чувају сортне особине
- Воћке рано ступају у плодоносење, редовно и обилно рађају
- Прекалемљивање воћака новом бољом сортом
- Дивље воћке по сумама и пашњацима калемљењем доносе квалитетне плодове
- Утицај на време цветања а тиме и отклањање опасности од позних пролећних мразева
- Добијање воћака отпорних према болестима и штеточинама[7]

## Делови калема
Калем се састоји од подлоге и племке. У воћарству подлога је воћка која има корен, а племка је део који потиче од племените сорте, који се калеми на подлогу и од којег треба да се образује ново стабло. Место на којем се спајају подлога и племка назива се спојно место калема. Подлога може да се добије из семена или вегетативним путем, најчешће ожиљавањем различитих делова стабла, кореновим изданцима и слично. Подлога настала из семена назива се сејанац или дивљачица, а ако је размножена вегетативно, назива се младица.
Као племка најчешће се користи део младара или летораста (једногодишња грана која се налази у периоду зимског мировања) сорте која треба да се калеми на подлогу. Да би калемљење било успешно, племка треба да садржи бар један вегетативни или мешовити пупољак. По пријему калема, из ових пупољака племке развијају се младари, од којих се формира стабло будуће воћке. Цветни пупољци коштичавих воћака (брескве, кајсије, шљиве, трешње и вишње) не могу се користити за калемљење, пошто се из ових пупољака, чак и када дође до пријема калема, не развија младар, већ само цвет који убрзо отпада.
У воћарству се разликују два основна типа племки — калем-гранчица и окце:
- Калемгранчица је тип племке који се добија од летораста, на тај начин што се гранчица исече на делове који садрже 1 − 3 пупољка.
- Окце је тип племке који се добија тако што се ножем са младара скида штитолики одсечак који се састоји од коре и танког слоја дрвета, са пупољком и скраћеном лисном дршком у средини. Због свог облика, који подсећа на штит, овакав тип племке назива се и штитић. Начин калемљења у којем се као подлога користи окце познат је као окулирање, окулација или очење.[8]

### Компатибилност подлоге и племке
Да би се калем примио подлога мора бити компатибилна са племком. Најбоље је калемити исту врсту воћа на исту дивљу врсту воћа као подлогу (јабуку на дивљу јабуку, крушку на дивљу крушку). Међутим, могуће је калемљење воћа и на друге сродне врсте.
| Племка (врста која се калеми) | Одговарајућа подлога (врста на коју се калеми)         | Неодговарајућа подлога              |
| ----------------------------- | ------------------------------------------------------ | ----------------------------------- |
| шљива                         | шљива, сејанци трешње, џанарика                        | кајсија                             |
| кајсија                       | сејанци трешње, шљива                                  |                                     |
| крушка                        | крушка, јабука, (дивља и питома), дуња, глог, џанарика |                                     |
| јабука                        | јабука (дивља и питома), крушка, дуња, глог            |                                     |
| бресква                       | дивља бресква, шљива, џанарика, бадем                  |                                     |
| нектарина                     | дивља бресква, шљива, џанарика, бадем                  |                                     |
| дуња                          | дивља дуња                                             | крушка                              |
| вишња                         | дивља трешња, дивља вишња                              |                                     |
| трешња                        | дивља трешња, дивља вишња (само поједине сорте)        | вишња (важи за већину сорти трешње) |
| мушмула                       | дуња, дивља крушка, глог, оскоруша, брекиња            |                                     |
| џанарика                      | шљива                                                  |                                     |
| бадем                         | бресква, кајсија                                       |                                     |
| орах                          | орах                                                   |                                     |
| лешник                        | дивљи лешник                                           |                                     |
| киви                          | дивља винова лоза                                      |                                     |

На једном истом стаблу, односно на истој подлози може се окалемити и више врста воћа. На пример: вишња и трешња на исту дивљу трешњу, кајсија, шљива и бресква на стабло исте дивље шљиве, мушмула и крушка на дуњу или дивљу крушку... Такође је могуће окалемити и више различитих сорти истог воћа на истој подлози.

### Набавка и чување калем-гранчица
Пре самог калемљења потребно је припремити калем-гранчице. Обично се узимају са здравијих и роднијих стабала. Најбоље је узимати калеме са југоисточне стране крошње, а по могућности с врха стабла, а избегавати калеме с ниских грана, које се налазе до саме земље. Најбоље је за калемљење користити свеже калеме, односно оне које су одсечене истог или претходног дана. Уколико не искористе истог дана, калем-гранчице треба забости у кромпир, јабуку или грудву влажне глине, како се не би осушиле. На тај начин калем-гранчице се могу сачувати 5-10 дана.
Могуће је калем-гранчице прикупљати и у јануару или фебруару, пре кретања вегетације. Тада их треба увезати у снопове и ускладиштити на влажном и хладном месту — у подруму, у песку — затрпане за једну половину своје дужине, у влажној глини или замотане у влажан новински папир и пластичну кесу у фрижидеру. Температура на којој се калем-гранчице чувају мора бити између 0 и 5 °C.

### Калус
Ако постоје одговарајући услови за срастање, на месту споја подлоге и племке почиње да се образује калус. Калус представља посебну врсту ткива које има улогу да затвара ране. Приликом калемљења калус ствара функционални мост између подлоге и племке и омогућава да се између њих успостави нормалан проток воде и хранљивих материја. Највећи значај за образовање калуса има слој творних ћелија који се налази између дрвета и коре. Овај слој се назива камбијум. Да би калемљење успело, од пресудног је значаја да се приликом спајања подлоге и племке њихови камбијуми доведу у директан контакт. Пошто камбијуми подлоге и племке имају главну улогу у стварању заједничког калуса, врло је важно за пријем калема да се при њиховом спајању поклопе камбијуми оба дела.

## Време калемљења
Калемљење се може вршити у свим годишњим добима. Калемљење у зимском периоду или рано с пролећа обавља се у просторијама у којима се треба правилно регулисати температура, влажност и присуство кисеоника. Пролећни месеци су најпогоднији за разне начине калемљења на зрело, јер је тада највећа активност камбијума и кретања сокова.
Калемљење се може обавити и током зиме, на подлоге које су извађене из земље. Тада се калемљене биљке чувају до пролећа у одговарајућој просторији, за које време се на калему образује калус и прими калем. Овакво калемљење назива се „калемљење из руке” или „собно” калемљење.

### Временски услови
Највећи проценат пријема калемова је на температури између 20 и 25 °C, релативној влажности ваздуха око 80% и оптимално влажном земљишту. Није препоручљиво обављати калемљење по киши,,када је биљка мокра, као ни по јаком сунцу, односно високој температури, када се пресеци и спојна места брзо суше.

## Најважнији начини калемљења
Калемљење воћака спада међу најстарије вештине у воћарској пракси. Описано је преко 200 (реф) техника калемљења, али само неколико њих има ширу примену у воћарству. Оне се међусобно разликују по томе да ли се као калем-гранчица узима само један пупољак или цела гранчица, односно део калем-гранчице са два или више пупољака.

### Окулирање
Окулирање је најзначајнији начин калемљења, најраспрострањенији и са највећом применом у пракси, а примењује се у производњи садница. Овај начин калемљења се састоји у томе што се узима само један пупољак са дршком листа од племке и умеће испод разрезане коре на стаблу подлоге. Подлога на коју се врши окулирање треба бити једногодишња, ређе двогодишње, умјерено до средње бујна и добро развијена, а најбоље дебљине оловке. Ако је подлога јаче развијена окулирање се врши при врху. Ако се сви услови испоштују, пријем калемова може бити 95-99%.
Време окулирања зависи од тога да ли се калеми на спавајући или на терајући пупољак.
- Калемљење на спавајући пупољак се врши при крају вегетације када се кора већ може одвајати, што је обично од краја јула до септембра мјесеца. Овако калемљен пупољак креће са развојем у пролеће следеће године.
- Калемљење на будни пупољак се врши крајем пролећа и почетком лета, током маја и јуна. Пупољак окулиран у пролеће по правилу се развија у младар који сазрева до јесени исте године.[3]

Када ће и којим редом поједине врсте воћака калемити окулирањем зависи од низа чинилаца, те се калемари углавном руководе искуством стеченим у одређеној области. Подлоге код којих раније престаје раст окулирају се раније, као и старије, бујне и оне које се калеме у круни. Најчешће се прво калеме воћке с коштичавим, а затим с јабучастим плодовима. Окулирање ораха врши се најчешће крајем јула и почетком августа.(реф)

#### Поступак окулирања
На припремљеној подлози (грани) изабере се место с глатком кором, које треба да буде окренуто према северу или западу. На том месту направи се попречни рез дужине 1 цм. Са средине реза направи се уздужни рез од 3 цм, тако да међусобно праве облик слова „Т”. Затим се на месту где се спајају, обичним калемарским ножем или делом на специјалном ножу, кора мало одвоји од дрвета, па се брзо постави пупољак сорте. После тога пупољак се веже рафијом и тиме је окулирање обављено. Техника окулирања на терајући пупољак је иста као и на спавајући.

### Просто спајање
После спајања окулирањем ово је најбољи начин калемљења, са најбољим процентом пријемања племке. Најчешће се примјењује у расадничкој пракси. Да би било успешно потребно је да подлога и племка буду приближно исте дебљине. Изводи се на пролеће, на почетку кретања вегетације. Калем-гранчице за ово калемљење морају бити у потпуном стању мировања, па их треба припремити у јануару.
И подлога и калем-гранчице пресецају се косим резом. Рез мора бити што косији, да би везивне површине биле што веће и да би се што лакше и боље извршило везивање. Калем-гранчица одсеца се са супротне стране добро развијеног пупољка. Тако припремљене површине се спајају водећи рачуна да спој, посебно камбијум, буде што бољи и затим премажу воском и везују.

### Калемљење „енглеским” спајањем
Овај начин је сличан простом спајању. Једина је разлика што се прави још један засечак и подлоге и племке, уздужно по дубини, паралелно са сржи, дужине 4-6 милиметара. Ова два зареза се увуку један у други и затим се спој веже и премаже калем-воском. Овај зарез прави се како би дошло до што бољег срастања и пријема. Овај начин калемљења се примењује најчешће у производњи лозних калемова, али се успешно може примењивати и при калемљењу коштичавих и јабучастих воћних врста. Калемљење „енглеским” спајањем примењује се у фази мировања биљака. Овај начин калемљења практикује се за готово све врсте воћака, а дао је задовољавајуће резултате и у производњи ораха.

### Спајање са стране
Калемљење спајањем са стране у суштини представља модификацију простог и „енглеског” спајања у условима када је подлога 2−3 пута дебља од калем-гранчице. Код ове технике подлога се скраћује оштрим воћарским ножем или маказама на висину калемљења. На скраћеној подлози прави се кос пресек. На калем-гранчици се прави коси пресек као код простог или енглеског спајања. Приликом спајања калемгранчице са подлогом треба обезбедити што већу додирну површину њихових камбијума. Када се ради о дебљим подлогама, поравнавањем коре калемгранчице са кором подлоге камбијуми се не доводе у исти ниво, јер је кора подлоге дебља за неколико милиметара. У таквим случајевима кора калем-гранчице треба да се помери нешто унутра у односу на кору подлоге. Пожељно је да се ширина пресека на подлози што боље прилагоди величини калем-гранчице, како би се при спајању компоненти калема омогућило поклапање камбијума на обе стране пресека. После спајања подлоге и племке калем се везује и сви резови премажу калем воском.

### Калемљење на исечак
Калемљење на исечак је прилично распрострањено и примењује се када је подлога знатно дебља од племке. Овај метод се нарочито користи у прекалемљивању старих сорти. Калемљење на исечак изводи од завршетка вегетације до касно у пролеће, било да су подлоге у земљи, или су извађене.
Подлога се скрати а пресек добро углача оштрим ножем. На тако спремљеној подлози се исече кора уз нешто дрвета у облику троугла. На племки се такође направе одговарајући пресеци адекватни онима на подлози, водећи се рачуна да што потпуније и боље належе у пресецима подлоге. Ако је подлога дебља ставља се већи број племки. При овоме се води рачуна да се камбијум што више додирује како би срастао. Постоји специјални нож за калемљење на исечак, али се оно може обављати и обичним калемарским ножем.

### Калемљење у процеп
Калемљење у процеп је поступак који се све ређе примењује, због стварања великог реза. Користи се у циљу прекалемљавања неадекватног сортимента старих сорти, а посебно такозваних дивљака. Изводи се тако што се у подлози, која је по правилу дебела, направи процеп (најчешће секиром) и у њега се уметне неколико калем-гранчица. Калем-гранчицама се ради одговарајући рез у облику клина, у циљу спајања и срастања камбијума. Обично се на племци оставља 2 до 3 пупољка који ће се аквирирати. Кад се активирају оставља се само 1, а остали се одстране. Обавезно је премазивање калем-воском и везивање, како би се што боље стегао процеп који је направљен. Подлога и племка овде могу бити потпуно различитих дебљина. Овај начин се примењује у фази мировања вегетације.

### Калемљење под кору
Калемљење под кору је слично калемљењу са стране, само се на подлози не прави засек, већ се кора уздужно расече и под њу се убацује косо исечена калем-гранчица. После тога се спојено место веже рафијом и премаже калем-воском. Овај начини калемљења се, уз претходну припрему, примењује у прекалемљавању старих сорти, али се може користити и у производњи садница. Калемљење под кору обавља се у фази мировања вегетације.

### Калемљење „на мост”
У воћарској пракси понекад се намеће потреба да се калемарском техником отклони неко оштећење. Стабла која су оштећена са свих страна мразом, глодарима, или механички успешно се могу спасити техником калемљења „на мост”. Калем-гранчица се са обе стране закоси као за калемљење спајањем, а на подлози, испод и изнад оштећења направи се зарез коре у облику слова „Т” за увлачење калем-гранчице. Број калем-гранчица је различит и зависи од дебљине оштећене воћке. Ово калемљење се изводи у фази почетка вегетације. У случају да је корен исувише ослабио због оштећења или неког другог разлога примењује се његово ојачавање. Засади се неколико сејаница око дебла и аблактирањем — калемљење приљубљивањем — ојача се корен и повећа бујност надземног дела.

### Окулирање на штит (двогубо калемљење)
Двогубо калемљење се примењује код неподударни комбинација — најчешће код крушке. Најпре се у доњем делу, испод коре подлоге расечене у облику слова „Т”, стави мали штапић без пупољка, од посредника, затим преко њега пупољак жељене сорте, тако да доњим делом прикрива раније стављени штитић посредника. Калем се веже и премаже калемарским воском. Овај начин калемљења изводи се у јесен или у рано пролеће са кретањем вегетације.

### Машинско калемљење
Машинско за калемљење је веома ефикасно. Ради се уз помоћ специјално направљених маказа које имају неколика шаблона који праве исечак и којима се прави исечак и подлоге и племке. Подлога и племка морају бити приближно исте дебљине. Спој није потребно везати, али везивање повећава проценат пријема калема чак до 98%. Довољно је да се спојно место обавије лепљивом траком. Обично се користи код производње лозних калемова али је врло успешно и код коштичавих и јабучастих воћних врста. Примена калем-воска није обавезна. Овај начин калемљења примењује се у фази мировања вегетације.

## Прекалемљивање воћака
Прекалемљивање воћака се примењује у случају ако је извршен погрешан избор сорти за одређене агроеколошке услове, ако се жели унети нова сорта опрашивач, ако су већи захтеви тржишта за одређеном сортом, када треба да се обезбеди већа количина калем-гранчица, ако се дивље воћне врсте желе привести култури итд. У пракси се најчешће прекалемљују јабука, крушка и шљива, нешто ређе трешња, вишња, бресква и дуња.
У погледу старости, воћке се могу прекалемљивати до двадесете године старости, мада је боље ако су воћке млађе јер се тада постиже већи успех. Приликом прекалемљивања мора се водити рачуна да се сорте подударају у погледу бујности, времена цветања и завршетка вегетације. Прекалемљивање треба избегавати код слабо бујних, оболелих и повређених стабала.
Пре прекалемљивања воћке треба на време припремити. Код старијих воћки треба скратити гране које ће се прекалемити и то обично крајем фебруара или почетком марта, док се код млађих стабала то мора урадити приликом прекалемљивања. Прекалемљивање се може урадити директно на деблу, првим раменим гранама и на гранама у круни. Пожељно је да гране нису дебље од 5 до 8 цм и да су доње дуже а горње краће. Обавезно приликом прекалемљивања треба оставити гране „хранитељице” и то 2—3 слабије развијене гранчице по грани које су положеније и у доњем делу круне. Њихова је улога да хране стабло док се не развију калем-окца, да спречавају појаву великог броја водопија и да штите дебло од сунчевих ожеготина. Прекалемљивање воћака се изводи пре кретања вегетације, или што је боље, у време кретања вегетације (рано у пролеће). Прекалемљивање јабучастих воћних врста и шљиве врши се у другој половини марта. Поред тога, прекалемљивање се може урадити и у августу на спавајући пупољак. Ово калемљење се препоручује на старијим воћкама и за следеће воћне врсте: трешњу, вишњу, брескву и кајсију. У овом случају остави се на свакој грани 2—3 правилно распоређена младара и изврши се калемљење при њиховој основи на спавајући пупољак. Скраћивање младара врши се у пролеће изнад пупољака. При прекалемљивању у пролеће примењују се различити начини калемљења: спајањем, калемљење под кору, на исечак, са стране у процеп и др.

## Хигијена калемљења
Пре калемљења, тачније непосредно пре прављења пресека неопходно је очистити подлогу и племку у пределу калемљења. Калемљење треба обавити брзо, да се пресеци не би сушили. Пресеци се морају правити оштрим и чистим калемарским ножем, а спојна места се не смеју додиривати прстима.

## Прибор и материјал за калемљење
За калемљење треба имати воћарске тестерице, воћарске маказе, нож кресач и калемарски нож. Сав алат треба да је оштар и чист. За калемљење треба имати материјал за везивање и калем восак за калемљење у пролеће. За везивање се користе специјалне гумице, пластичне траке, рафија итд. Битно је да је материјал који се користи довољно растегљив како би се избегло усецање везива у калем.

### Калем восак
За многе методе калемљења неопходно је премазивање споја калем-воском, како би се спојно место калема заштитило од влаге, ваздуха, исушивања, инфекције и других потенцијалних могућности оштећења. Може се користити хладни и топли калем восак.
Топли калем восак може да се припреми на један од следећих начина:
- Истопљена и процеђена смола од четинара меша се са пчелињим воском и топљеним лојем. Загревањем се све то растопи у једном суду. Када се охлади, ова смеша је тврда и мора се пре употребе загрејати.
- Једнаке количине колофонијума, пчелињег воска и смоле се растопе уз загревање и уз мешање се додаје терпентин.

Хладни калем восак може да се припреми на један од следећих начина:
- Загревањем се смешају колофонијум, пчелињи восак и топљени лој, а затим се уз стално мешање додаје шпиритус.
- Уз загревање се направи смеша колофонијума и пчелињег воска, а када почне да се хлади уз мешање се додају шпиритус и јестиво уље.[9]